# Amanieu V d'Albret
Pour les autres membres de la famille, voir Maison d'Albret.
Amanieu V d'Albret est seigneur d'Albret de 1180 environ à 1240. Il succède à son père Amanieu IV. Il participe à la croisade des Albigeois et a des liens vassaliques suivis avec Henri III roi d'Angleterre et duc d'Aquitaine.
Vers 1225-1230 est construit le château de Labrit, dont le nom a donné celui d'Albret. Amanieu V est probablement représenté sur une fresque de la chapelle de Lugaut. Son fils Amanieu VI lui succède.

## Biographie
Amanieu V d'Albret est le fils d'Amanieu IV d'Albret et d'Almodis d'Angoulême, sans doute mariés vers 1165. Comme Almodis est la fille du comte d'Angoulême Guillaume Taillefer, Amanieu V est un cousin germain d'Isabelle d'Angoulême, femme du roi d'Angleterre et duc d'Aquitaine Jean sans Terre. Amanieu V succède à son père Amanieu IV, plausiblement vers 1180.
En 1190, Amanieu V d'Albret est auprès du roi d'Angleterre et duc d'Aquitaine Richard Cœur de Lion, probablement pour lui faire hommage. Il ne semble pas qu'il l'ait accompagné en croisade.

### Croisade des Albigeois
Ensuite, Amanieu d'Albret participe à la croisade contre les Albigeois aux côtés de Simon de Montfort puis de son fils Amaury. Amanieu d'Albret est présent au siège de Termes en 1210, comme l'affirme la Chanson de la croisade albigeoise de Guillaume de Tudèle :

« Lo senher arsevesque qu'es de Bordel i fon

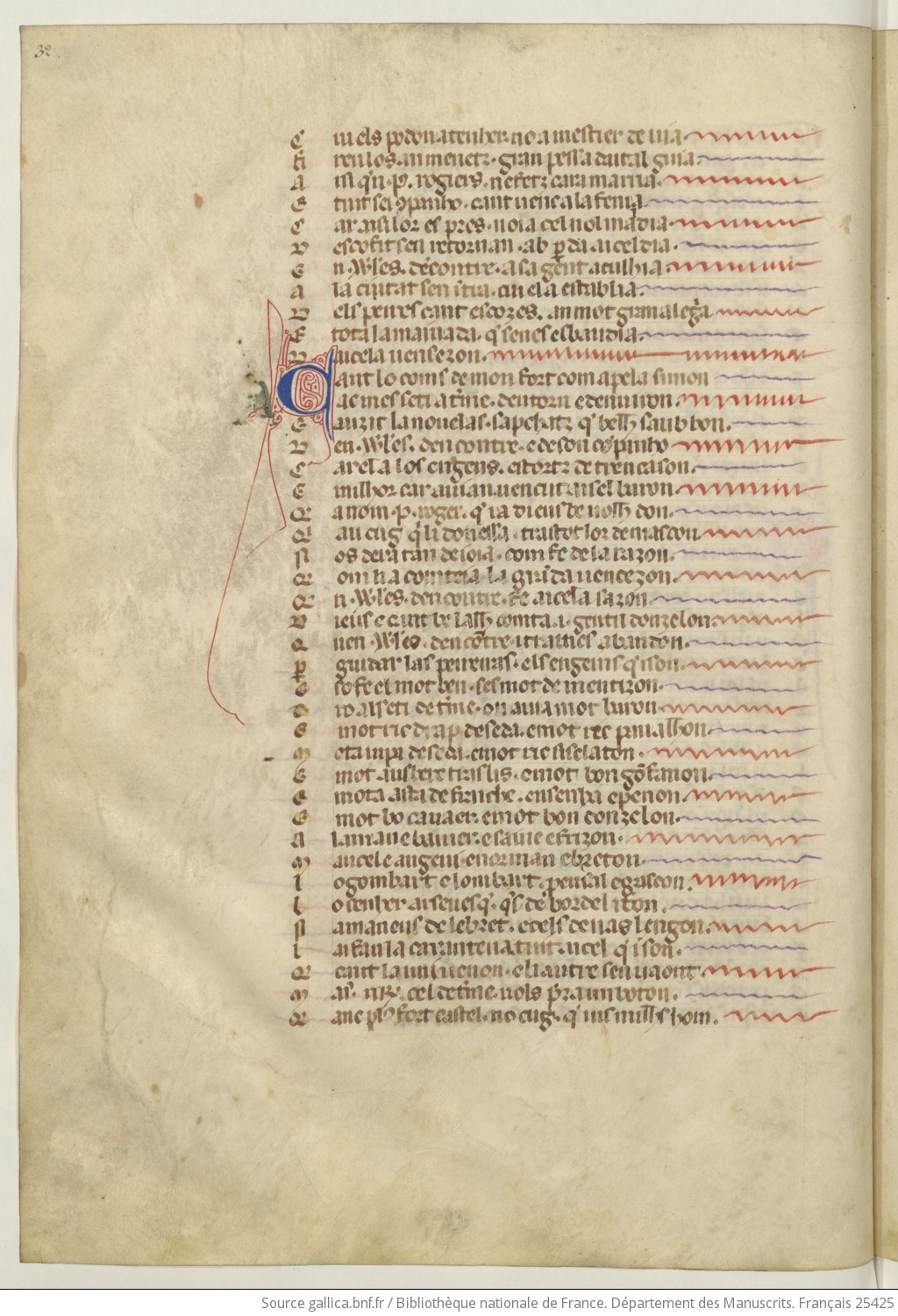
Guillaume de Tudèle, Chanson de la croisade albigeoise, folio 32. Amanieu d'Albret est cité au cinquième vers à partir du bas.

N'Amaneus de Lebret, e cels des vas Lengon 

Lai fan la carantena tuit aicel que i son

Que cant la uni venon e li autre sen vont »

— Guillaume de Tudèle, La Chanson de la croisade contre les Albigeois,

Soit en français : 

« Le seigneur archevêque de Bordeaux y était,

ainsi qu'Amanieu d'Albret et des croisés des environs de Langon.

Tous ceux-là y faisaient leur quarantaine,

et quand les uns arrivaient, les autres s'en allaient. »

Amanieu d'Albret est probablement au second siège de Toulouse en 1217-1218. On le retrouve ensuite au siège de Marmande à l'automne 1218,. En 1224, dans le traité conclu entre Raymond VII de Toulouse, Roger-Bernard II de Foix et Amaury de Montfort, Amanieu d'Albret figure en tête des alliés de ce dernier.
La participation d'Amanieu V d'Albret à la croisade des Albigeois peut bien sûr s'expliquer par le gain d'une indulgence à bon compte, en faisant sa quarantaine sans passer au-delà des mers. Toutefois, il faut surtout souligner sa relation de vassalité, pour ses terres agenaises, avec le comte de Toulouse, qui l'amène sans doute à être attentif à la progression du catharisme. Ensuite, l'accession de Simon de Montfort au comté de Toulouse fait d'Amanieu d'Albret son vassal. Il lui reste fidèle ainsi qu'à son fils Amaury.

### Auprès d'HenriIII

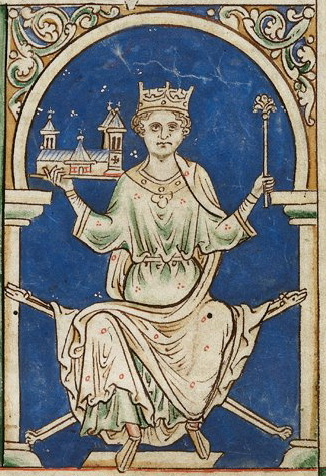
Henri III (roi d'Angleterre), extrait d'une miniature de lHistoria Anglorum de Matthieu Paris, vers 1250-1255

À partir de 1231, Amanieu d'Albret figure régulièrement dans l'entourage de son seigneur pour ses possessions gasconnes, Henri III roi d'Angleterre et duc d'Aquitaine. En août 1231, Amanieu est sur l'île d'Oléron aux côtés du sénéchal de Gascogne Henry de Turberville. Quand le roi nomme son nouveau sénéchal, Hugues de Vivonne, Amanieu d'Albret en est prévenu au même rang que les grands barons du duché, dont il fait donc partie : le comte de Bigorre, les vicomtes de Béarn et de Tartas, les seigneurs de Bergerac et de Lesparre.
En août 1235, Amanieu d'Albret fait partie des dix arbitres, avec des prélats et des grands seigneurs, désignés par Henri III pour régler un conflit entre son sénéchal et les Bordelais. En février 1236, Henri III informe Amanieu de son mariage avec Éléonore de Provence et lui fait remettre en mars une parure de lit, premier d'une longue liste de cadeaux offerts par les rois-ducs à leurs vassaux d'Albret.
Cette proximité entre Henri III et Amanieu d'Albret s'explique par leur cousinage, Henri III étant le fils de la cousine germine d'Amanieu et aussi par le déplacement du centre de gravité du duché de La Rochelle à Bordeaux, après la perte de La Rochelle en 1224. La Gascogne prend alors une importance nouvelle.
Amanieu V d'Albret meurt avant le 1er septembre 1240, date à laquelle son fils Amanieu VI fait hommage au comte de Toulouse pour les terres qu'il tient de lui.

### Possessions

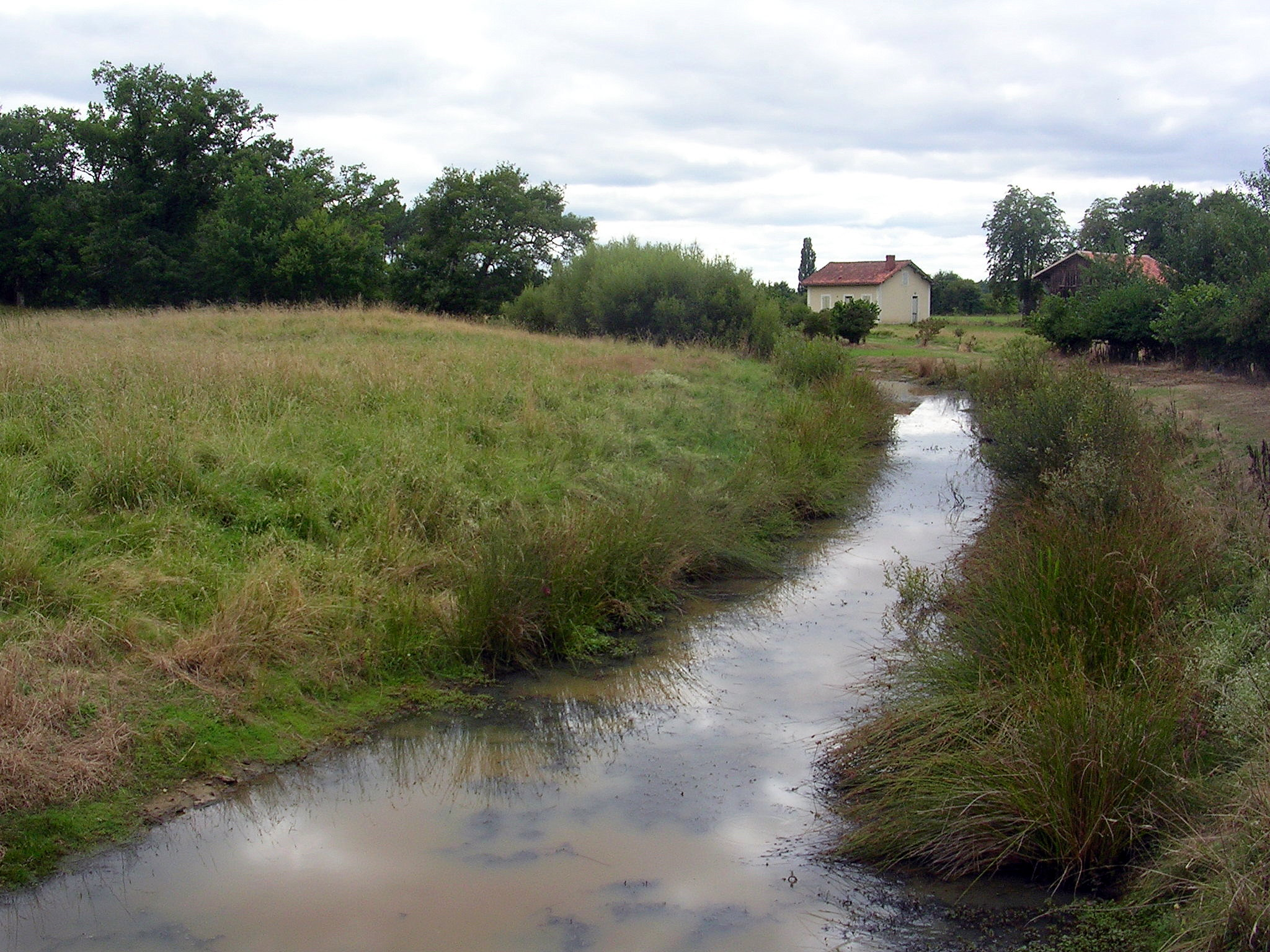
Motte castrale de Labrit.

Le noyau des domaines d'Amanieu V est la seigneurie de Labrit, dont le nom a donné celui d'Albret. Cette seigneurie, centrée sur le château de Labrit, s'étend sur les paroisses de Labrit, Vert, Le Sen, Callen, Luxey, Pissos, Argelouse, Mano, Saugnacq et Lugos. À Labrit, les Albret ont construit vers 1225-1230 un grand château de terre à motte et basse-cour. Les Albret deviennent seigneurs de Casteljaloux au cours du XIIe siècle.
Les autres possessions des Albret n'apparaissent dans les sources qu'à partir du milieu du XIIIe siècle, après la mort d'Amanieu V.

La chapelle de Lugaut (sur la commune actuelle de Retjons) est décorée de fresques murales dont l'une porte la légende suivante : 

« h(i)c [a]maneus de lebrid q(u)i dat ha(n)c eccle(si)a(m) cu(m) decimis d(e)o et hosp(i)tali ih(e)r(u)s(a)l(e)m in p(er)pe- tuu(m) : isti Hospitalares accipiu(n)t donu(m) bene... »

 soit : 

« voici Amanieu d'Albret qui donne cette église avec les dîmes (qui en dépendent) à Dieu et à l'Hôpital de Jérusalem. Les Hospitaliers reçoivent le don [proposé] de bon gré. »

 Pour des raisons chronologiques, il semble que l'Amanieu d'Albret en question puisse être identifié à Amanieu V, qui donne donc aux Hospitaliers l'église de Lugaut pour le salut de son âme. Toutefois, on peut hésiter sur cette identification et cet Amanieu pourrait aussi correspondre à Amanieu VI.

### Mariages et descendance
Amanieu V d'Albret se marie avec Assaride de Tartas, fille d'Arnaud Raimond II, vicomte de Tartas, et de Navarre de Dax. De ce premier mariage est issu son successeur, Amanieu VI. On ne sait quasiment rien de la dot d'Assaride de Tartas, si ce n'est qu'elle apporte au moins cent livres de rente, qu'Amanieu VI lèguera, par son testament du 26 juillet 1262 à sa propre fille, nommée Assaride comme sa grand-mère.
Amanieu V se remarie avec Isabelle de Bergerac, sœur d'Hélie Rudel II seigneur de Bergerac. Ils ont un fils, Bérard. Ce dernier est cité en 1252 et en 1253. Il semble tenter de faire valoir sans succès ses droits à la succession paternelle, appuyé par son oncle maternel. Dans son testament du 26 juin 1270, Amanieu VI évoque encore ce demi-frère, certainement déjà décédé.